# Bill Houlder
William Kevin „Bill“ Houlder (* 11. März 1967 in Thunder Bay, Ontario) ist ein ehemaliger kanadischer Eishockeyspieler und derzeitiger -trainer, der im Verlauf seiner aktiven Karriere zwischen 1984 und 2003 unter anderem 876 Spiele für die Washington Capitals, Buffalo Sabres, Mighty Ducks of Anaheim, St. Louis Blues, Tampa Bay Lightning, San Jose Sharks und Nashville Predators in der National Hockey League auf der Position des Verteidigers bestritten hat. Seit Sommer 2017 ist Houlder als Assistenztrainer der North Bay Centennials in der Ontario Hockey League tätig.

## Karriere
Houlder spielte zunächst drei Jahre von 1984 bis 1987 bei den North Bay Centennials in der Ontario Hockey League. Dabei konnte er in jedem Spieljahr seine Punktausbeute steigern. Nachdem er im NHL Entry Draft 1985 in der vierten Runde an 82. Position von den Washington Capitals ausgewählt worden war, wechselte er zur Saison 1987/88 ins Profilager ins Franchise der Capitals. Bis zum Ende der Spielzeit 1989/90 verbrachte der Verteidiger die Saison zwischen dem NHL-Kader und dem Farmteam in der Minor League. Auch nach einem Wechsel zu den Buffalo Sabres ereilte ihn in den folgenden drei Spielzeiten das gleich Schicksal. 
In seiner letzten Saison im Farmteam der Sabres, den San Diego Gulls aus der International Hockey League, wurde er mit der Governor’s Trophy für den besten Verteidiger der Liga ausgezeichnet, nachdem er in 64 Partien 72 Punkte hatte erzielen können. Erst der durch den NHL Expansion Draft 1993 bedingte Wechsel zu den neu gegründeten Mighty Ducks of Anaheim führte dazu, dass Houlder einen Stammplatz im Kader eines NHL-Klubs erhielt. Er spielte während seines einjährigen Engagements mit den Mighty Ducks die beste NHL-Saison seiner Karriere mit 39 Punkten in 80 Partien. 
Trotzdem transferierte ihn das Management Anaheims bereits im August 1995 für Jason Marshall zu den St. Louis Blues, wo er in der Lockout-verkürzten Saison 1994/95 mit 18 Punkten aus 41 Spielen verhältnismäßig an die Leistung des Vorjahres anknüpfen konnte. Als Free Agent wechselte der Kanadier im Sommer 1995 erneut das Team und lief zwei Jahre für die Tampa Bay Lightning auf, ehe er vor der Spielzeit 1997/98 ebenfalls auf Free-Agent-Basis zu den San Jose Sharks ging. 
Nach zwei Jahren in San Jose war Houlder Teil eines fünf Spieler umfassenden Transfergeschäftes, dass ihn, Andrei Sjusin, Steve Guolla und Shawn Burr für Niklas Sundström und ein Draft-Wahlrecht zurück nach Tampa Bay schickte. Dort übernahm Houlder für die ersten 14 Saisonspiele das Amt des Mannschaftskapitäns, bevor er von der Waiver-Liste durch die Nashville Predators ausgewählt wurde. Nach vier Spielzeiten mit den Predators beendete er nach der Spielzeit 2002/03 seine aktive Karriere.
Seit Sommer 2017 ist Houlder als Assistenztrainer der North Bay Centennials in der Ontario Hockey League tätig.

## Erfolge und Auszeichnungen
- 1991 AHL First All-Star Team
- 1993 IHL First All-Star Team
- 1993 Governor’s Trophy

## Karrierestatistik
(Legende zur Spielerstatistik: Sp oder GP = absolvierte Spiele; T oder G = erzielte Tore; V oder A = erzielte Assists; Pkt oder Pts = erzielte Scorerpunkte; SM oder PIM = erhaltene Strafminuten; +/− = Plus/Minus-Bilanz; PP = erzielte Überzahltore; SH = erzielte Unterzahltore; GW = erzielte Siegtore; 1 Play-downs/Relegation; Kursiv: Statistik nicht vollständig)